# Peter J. Holzer
Peter Josef Holzer (* vor 1970) ist ein österreichischer Sprach- und Übersetzungswissenschaftler. Er lehrt als Assistenzprofessor am Institut für Translationswissenschaft (INTRAWI) der Universität Innsbruck.

## Leben
Nach einem Studium der Romanistik (Spanisch, Portugiesisch), Allgemeinen Sprachwissenschaft, Translationswissenschaft sowie Rechtswissenschaft an den Universitäten Innsbruck und München, promovierte Peter Holzer 1993 in Innsbruck zum Dr. phil. Seit Mai 1990 ist er als Lehrbeauftragter am Institut für Translation (INTRAWI) der Universität Innsbruck tätig und arbeitet als freier Übersetzer. Peter Holzer ist Vorstandsmitglied der CIUTI.

## Forschungsschwerpunkte
- Translationstheorie
- Translationsrelevante Kulturwissenschaft
- literarisches Übersetzen
- Übersetzen von Rechtstexten

## Publikationen (Auswahl)

### Monographien
- Das Relationsadjektiv in der spanischen und deutschen Gegenwartssprache (= Pro Lingua. Bd. 26). Egert, Wilhelmsfeld 1996. ISBN 978-3-926972-49-1 (Dissertation, Universität Innsbruck, 1993).

### Herausgeberschaften
- mit Cornelia Feyrer, Vanessa Gampert: „Es geht sich aus…“ zwischen Philologie und Translationswissenschaft. Translation als Interdisziplin. Festschrift für Wolfgang Pöckl. Peter Lang, Bern 2012. ISBN 978-3-631-61598-0.
- mit Manfred Kienpointner, Julia Pröll, Ulla Ratheiser: An den Grenzen der Sprache. Innsbruck University Press, Innsbruck 2011. ISBN 978-3-902811-03-5.
- mit Christine Engel, Sylvia Hölzl: AkteurInnen der Kulturvermittlung: TranslatorInnen, philologisch-kulturwissenschaftliche ForscherInnen und FremdsprachenlehrerInnen (= Conference series). Innsbruck University Press, Innsbruck 2008, ISBN 978-3-902571-96-0.
- mit Cornelia Feyrer, Eva Lavric: Schriftenreihe InnTrans: Innsbrucker Beiträge zu Sprache, Kultur, Translation. Peter Lang, Bern 2002 ff., ISSN 1437-9007.

### Aufsätze
- „Gibt es einen Trend zur adressatengerechten Orientierung von Rechtstexten?“ In: Ende, A.-K.; Herold, S.; Weilandt, A.: Alles hängt mit allem zusammen. Translatologische Interdependenzen. Festschrift für Peter A. Schmitt. Frank & Timme – Verlag für wissenschaftliche Literatur (= TRANSÜD Arbeiten zur Theorie und Praxis des Übersetzens und Dolmetschens, 59): Berlin 2013. S. 363–375. ISBN 978-3-86596-504-2.
- „La vida perra de Juanita Narboni – ein hybrides Werk und seine Übersetzung“. In: Holzer, Peter; Feyrer, Cornelia; Gampert, Vanessa: „Es geht sich aus…“ zwischen Philologie und Translationswissenschaft. Translation als Interdisziplin. Festschrift für Wolfgang Pöckl. Peter Lang: Bern – Berlin – Bruxelles – Frankfurt a. M. – New York – Oxford – Wien: Peter Lang 2012. S. 109–120. ISBN 978-3-631-61598-0.
- „Pragmatische Aspekte von Rechtstexten im Vergleich Spanisch-Deutsch“. In: Lavric, Eva; Pöckl, Wolfgang; Schallhart, Florian: Comparatio delectat. Akten der VI. Internationalen Arbeitstagung zum romanisch-deutschen und innerromanischen Sprachvergleich, Innsbruck, 3.-5. September 2008. Teil 1 und 2. Peter Lang (= InnTrans. Innsbrucker Beiträge zu Sprache, Kultur und Translation, 4): Bern – Berlin – Bruxelles – Frankfurt a. M. – New York – Oxford – Wien 2011. S. 863–874. ISBN 978-3-631-59683-8.
- „Die Universitätsreform in Österreich und ihre Auswirkungen auf die Ü/D-Institute“. In: Schmitt, Peter A.; Herold, Susann; Weilandt, Annette: Translationsforschung. Tagungsberichte der LICTRA, IX. Leipzig International Conference on Translation & Interpretation Studies, 19.- 21.5.2010. Peter Lang (= Leipziger Studien zur angewandten Linguistik und Translatologie, 10): Bern – Berlin – Bruxelles – Frankfurt a. M. – New York – Oxford – Wien 2011. S. 333–342. ISBN 978-3-631-60603-2.
- „Interkulturelle Kompetenz: Ein Begriff mit vielen Facetten“. In: Lee-Jahnke, Hannelore; Prunc, Erich: Am Schnittpunkt von Philologie und Translationswissenschaft. Festschrift zu Ehren von Martin Forstner. Peter Lang: Bern – Berlin – Bruxelles – Frankfurt a. M. – New York – Oxford – Wien 2010. S. 49–66. ISBN 978-3-0343-0374-3.